# قورباغه درختی سبز استرالیایی
قورباغه درختی سبز استرالیایی یا قورباغه درختی سبز قورباغه‌ای از خانوادهٔ قورباغه‌های درختی (Hylidae)، از جنس لیتورا (Litoria) (قورباغه‌های برگی استرالیایی) است.